# Rasmus Matthiassen
Rasmus Matthiassen (født 8. marts 1808 i Gl. Rye, død 9. november 1889 i Voel) var en dansk gårdejer og politiker.
Mathiassen var søn af gårdejer Mathias Jensen. Han var arbejdede som tømrer og træskoarbejder indtil han i 1834 købte en gård i Emborg vest for Skanderborg. I 1855 købte han en tilliggende ejendom hvor han byggede en ny gård. Han overdrog i 1869 gården til sin ældste søn og fik aftægt.
Mathiassen medvirkede til at bygge en bro over Gudenå mellem Gl. Rye og Emborg i 1838. Han var medlem af sogneforstanderskabet 1842-1844 og 1848-1853, og medlem af Skanderborg Amtsråd 1848-1854. Han var med til at stifte Skanderborg Amts Avis i 1876.
Han var medlem af Folketinget valgt i Skanderborg Amts 3. valgkreds (Brædstrupkredsen) 1852-1855 og 1858-juni 1866. Han opstillede ikke ved valgene i 1855 og juni 1866, men forsøgte forgæves at blive valgt ved valget i oktober 1866. Han var i 1864 og fra december 1865 også medlem af Rigsrådets Folketing.